# Misiones Orientales

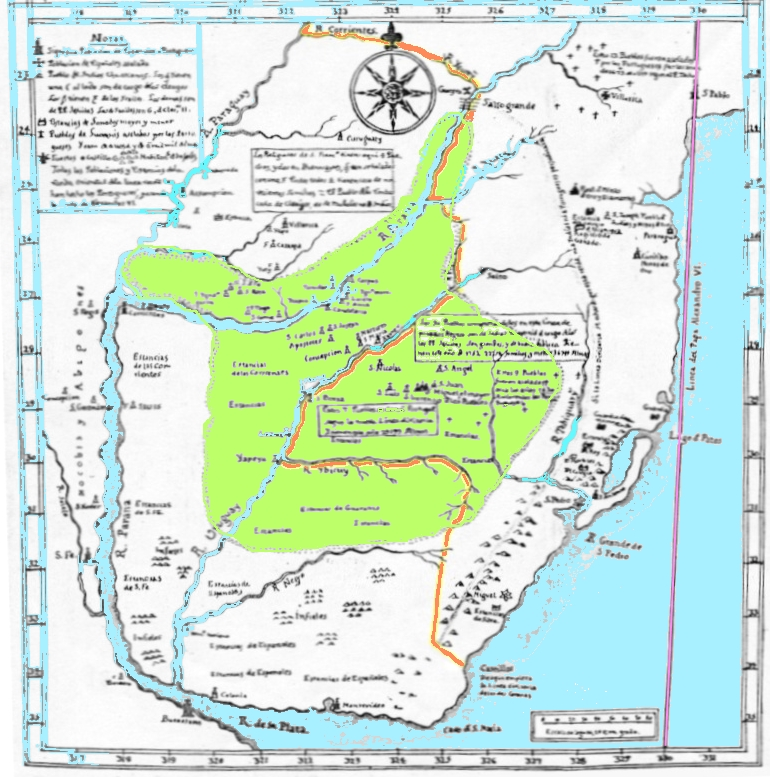
Divisió de les Misiones. En verd el domini jesuïta; En taronja, límit després del Tractat de Madrid del 1750 entre Espanya i Portugal; En rosa, el Tractat de Tordesillas.

Les Misiones Orientales o Misiones del riu Uruguai (en portuguès Região das Missõés) constitueixen una regió històrica que actualment ocupen l'oest de l'estat de Rio Grande do Sul al sud del Brasil. En temps previs al Tractat de San Ildefonso del 1777, el territori missioner a l'est del riu Uruguai abastava una extensió més gran en zones actualment corresponents a l'estat de riu Gran del Sud, part de Santa Catarina, part de Paraná i de la República Oriental de l'Uruguai. Les Misiones Orientales eren els set pobles fundats pels missioners jesuïtes a l'est del riu Uruguai que van passar al poder de Portugal. A partir del moment de l'ocupació portuguesa, van quedar definitivament incorporats a aquest últim país i el nom «Misiones Orientales» va quedar restringit a la zona dels set pobles ocupats.
Aquesta regió històrica també és coneguda com «El Tapé» (que en guaraní significa 'el camí [cap al mar]', tot i que probablement rebés tal nom dels indígenes anomenats Tapes) i també se li ha conegut com la regió dels Set Pobles i Les Onze Estades.
Les Misiones Orientales inicialment van formar part de les Reduccions jesuítiques i de la  Governació dels Trenta Pobles de les Misiones Guaranís; Aquesta última, va ser un govern creat per la corona espanyola per administrar els territoris que al 1768 els jesuïtes van haver de deixar abandonats en ser expulsats dels territoris que avui formen part de l'Argentina, Brasil, Paraguai i Uruguai. La governació va funcionar intermitentment entre el 1768 i el 1810, data en què el seu governador es va adherir a la Primera Junta de Buenos Aires.

## Els jesuïtes

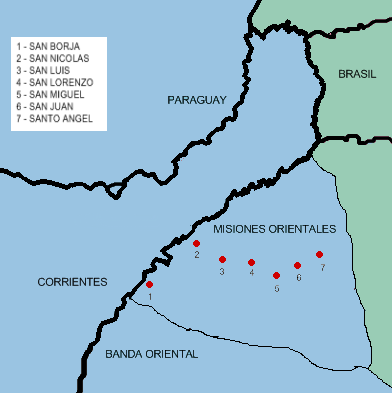
Els set pobles de les Misiones Orientales

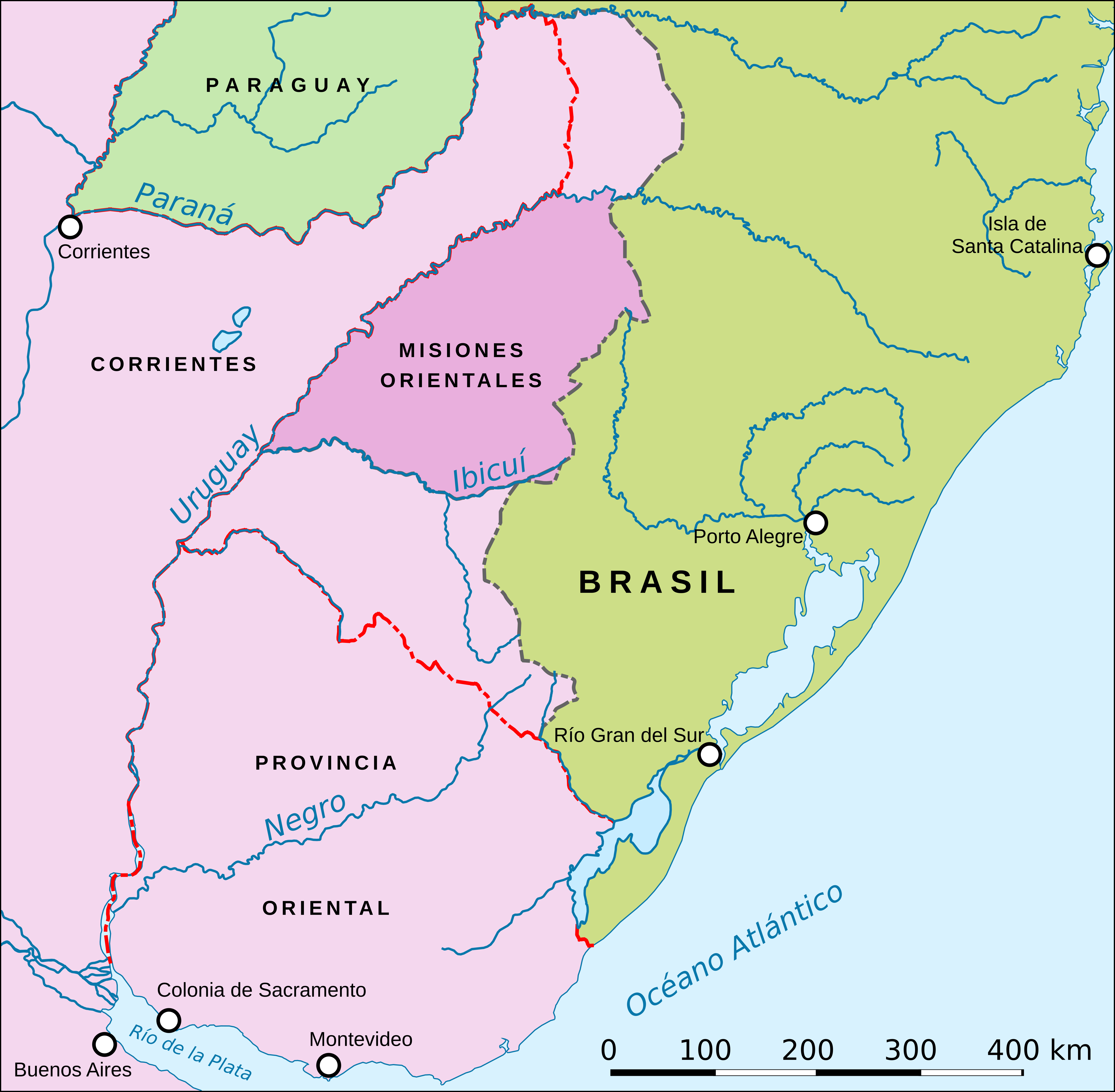
Les Misiones durant les guerres d'independència i contra la Invasió Portuguesa (1811 - 1819).

Al segle XVII la Companyia de Jesús va arribar a la zona. Aquests jesuïtes van iniciar la seva activitat creant reduccions, moltes de les quals es van transformar en importants ciutats. En pocs anys, van arribar a crear una trentena de pobles, on els guaranís, que ja començaven a practicar l'agricultura, van acabar d'adoptar el sedentarisme.
Els jesuïtes van crear l'anomenada «Província de les Misiones» que originalment tenia com a límit oriental la Línia de Tordesillas i com a límit septentrional (aproximat) el paral·lel 20º Sud (a l'est del riu Paraná, els seus límits efectius septentrionals estaven donats pel riu Paranapanema o Paranapané), és a dir, tota la regió anomenada la Pinería o Guayrá.
Els territoris de les Misiones Orientales s'estenien pel nord de la Banda Oriental abastant aproximadament la meitat occidental dels actuals estats de Santa Catarina i Rio Grande do Sul així com al nord del riu Iguazú (o «Riu Gran de Curitiba»). Les Misiones del Guayrá abastaven gairebé la totalitat de l'actual estat de Paranà. Però al produir-se la restauració de la independència de Portugal al 1640, la regió missionera de la Guayrá va quedar ocupada per Brasil, havent d'exiliar al sud del Rierol Yabebirí els guaranís de Misiones que no havien estat esclavitzats pels Bandeirantes i Mamelucs. Tot just va poder contenir la invasió luso-brasilera a la ferotge Batalla de Mbororé (1641).
Al 1702 els jesuïtes de la Reducció de Yapeyú van crear la «Vaqueria del Riu Negre», formada per un extens territori entre els rius riu Uruguai, riu riu Negre i riu Cuareim (actualment pertanyent a l'Uruguai) que van dedicar a l'explotació ramadera. Al 1704 van crear la «Vaqueria de les Pinedes», on avui hi ha part de l'estat brasiler de Riu Gran del Sud, limitada per la Serra general, el riu Uruguai i els extensos boscos a l'Oest.
Per ordre reial del 14 d'octubre del 1726, ratificada el de 28 de desembre del 1743, els trenta pobles de Misiones van quedar subordinats al governador de Buenos Aires, fixant-se el riu Tebicuarí com a límit amb la Governació del Paraguai que va haver de cedir alguns pobles.

El 1750 se signa el Tractat de Madrid que divideix les zones espanyola i portuguesa, deixant les Misiones Orientales al Brasil, més o menys amb els límits actuals. Això va provocar descontentament i revoltes. Entre els anys 1754 i 1756 es va dur a terme la Guerra Guaranítica que va enfrontar als guaranís missioners amb Espanya i Portugal, a causa de la cessió d'aquests set pobles de les Misiones Orientales a Portugal i l'obligació de traslladar-se a les altres Misiones a l'oest del riu Uruguai.

## Després de l'expulsió dels jesuïtes
En ser expulsats els jesuïtes per ordre del rei Carles III el 27 de febrer del 1767, els franciscans, dominics i mercedaris van quedar-se a càrrec els pobles missioners restants.
El 8 d'agost del 1801, un grup de portuguesos irregulars aliats amb alguns guaranís descontents, en el context de la Guerra de les Taronges, van ocupar el poble de São Miguel das Missõés i pocs dies després van conquerir la resta del departament i el poble de São Borja. Prèviament, el 29 de juny del 1801 les tropes portugueses del Regimento de Cavalaria de Dragoes do Rio Grande do Sul (regiment de Cavalleria de Dracs de Riu Gran del Sud), al comandament del coronel Patrício José Correia da Câmara -primer vescomte de Pelotas, títol nobiliari brasiler creat per Pedro I do Brasil per decret del 12 d'octubre del 1825-, van destruir la població Batoví - fundada per Félix d'Azara l'any anterior-, els pobladors van ser traslladats a sis quilòmetres a l'est en territori considerat part del Brasil. Van destruir també el Fort de Santa Tecla al límit de Misiones amb la jurisdicció de Buenos Aires.
El Tractat de Badajoz, va reconèixer la sobirania espanyola als territoris conquistats en les Misiones Orientales, signat el 6 de juny del 1801 a la ciutat de Badajoz entre Espanya i França d'una banda, i Portugal de l'altre, per posar fi a la Guerra de les Taronges. Amb relació a Espanya, Portugal reconeixia definitivament el dret de possessió de la Colonia del Sacramento, i de les Misiones Orientales, que ja s'havia intentat solucionar a través dels tractats de Madrid del 1750 i de San Ildefonso del 1777. El Tractat també estipulava que la violació de qualsevol dels seus articles conduiria a la seva anul·lació.
Després de la batalla de Trafalgar, al 1805, en què francesos i espanyols van perdre davant d'Anglaterra, el govern de Portugal va restaurar les relacions amb els britànics, els seus antics aliats. Això va portar a la Guerra Peninsular, de manera que França va declarar cancel·lat el Tractat de Badajoz, marxant contra Portugal de nou entre el 1807 i el 1810.
Per la banda portuguesa, el príncep regent Joan VI de Portugal, ja arribat al Brasil, va declarar unilateralment nul el Tractat l'1 de maig del 1808, perdent-se per Espanya els set pobles i onze estades a l'est del riu Uruguai que havien quedat en poder portuguès. Amb el territori de les Misiones Orientales entre el riu Uruguai a l'Oest i el riu Ibicuí al sud, Portugal va crear el Districte de Misiones, incorporat a la Capitania de San Pedro del Rio Grande do Sul, amb seu en Rio Grande do Sul. Al 1808 va passar a ser Comandància Militar de Misiones. Després de la invasió del Regne Unit de Portugal, Brasil i l'Algarve a la Província Oriental del Riu de la Plata al 1820 el límit va quedar establert al riu Cuareim.
En produir-se la Revolució de Maig el 1810, el Comandant d'Armes de Misiones amb seu a Yapeyú, Tomás de Rocamora, va adherir-se a ella, per la qual la Primera Junta el va nomenar Governador Intendent de Misiones, finalitzant així l'administració espanyola en aquests territoris.

## Els Set Pobles

### San Francisco de Borja
La primera reducció en ser creada de les set, va ser San Francisco de Borja (en portuguès São Francisco de Borja) fundada pel pare jesuita Francisco García, era una extensió de la reducció de Santo Tomé (Corrientes), d'on van sortir 195 persones. En aquella hi va treballar el pare José Brasanelli. Al 1707 aquesta reducció comptava amb dos mil vuit-centes catorze habitants. D'aquesta reducció va néixer la ciutat de São Borja.

### San Luís Gonzaga
També anomenat en portuguès São Luiz Gonzaga. El seu origen està en la transferència, el 1687, de dos mil nou-centes vint-i-dos persones que abans habitaven les reduccions de San Joaquín i Santa Teresa. El pare Alfonso del Castillo, superior de tots els pobles, va liderar la fundació. El primer capellà va ser el pare Miguel Fernández. El 1707 la seva població s'havia reduït a mil nou-centes noranta-set persones. Va ser l'origen de la ciutat moderna de São Luiz Gonzaga.

### San Nicolás

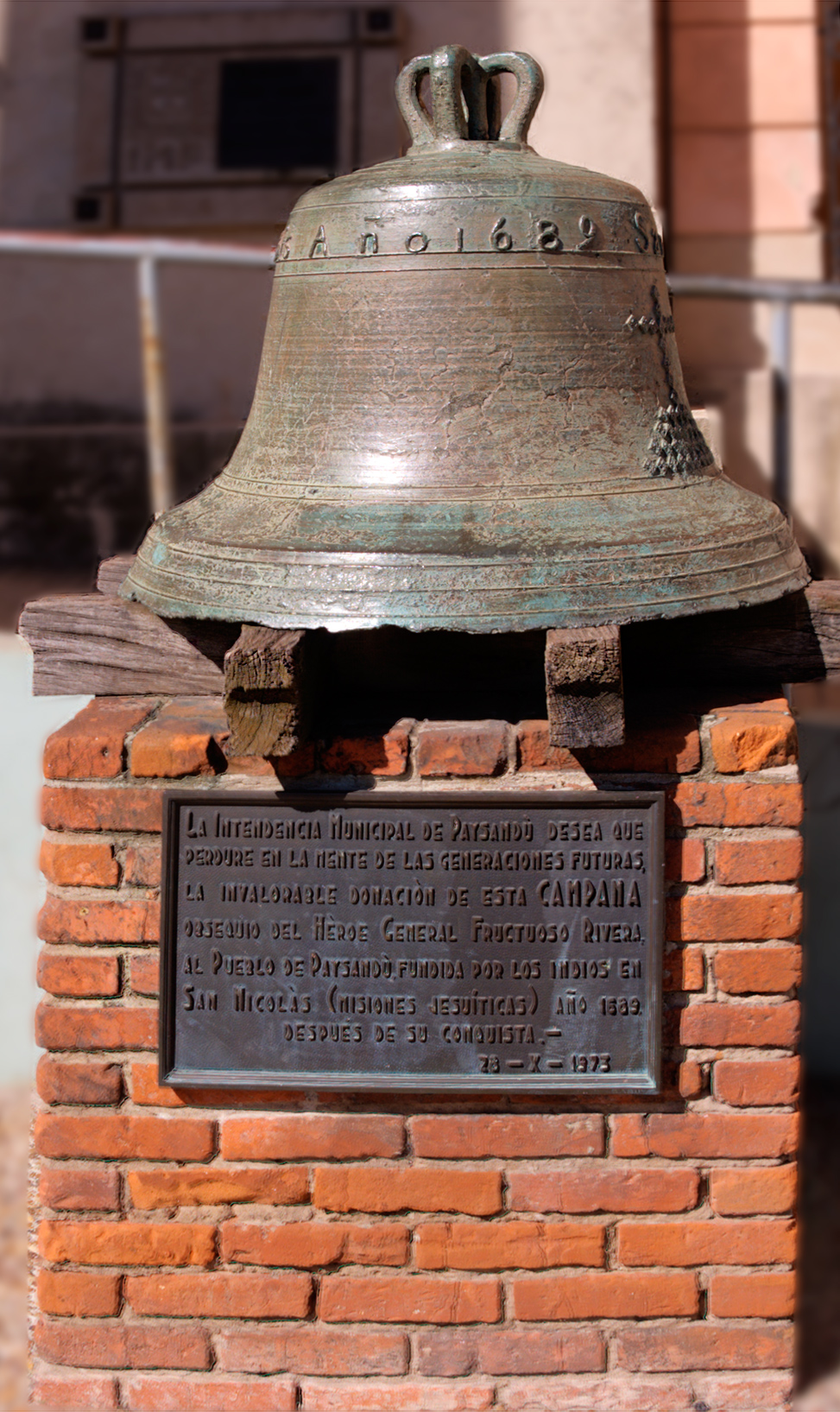
Campana donada pel general Fructuoso Rivera al poble de Paysandú, fosa pels indis en la missió jesuïta de San Nicolás l'any 1689

També anomenat en portuguès São Nicolau. La seva població antigament habitava aquest mateix indret, a la reducció fundada pel pare Roque González de Santa Cruz al 1626, però havia estat expulsada pels atacs dels Bandeirantes de Francisco Bueno. Van passar a territori de l'actual Argentina i van fundar la reducció dels Apóstoles, cap on es dirigirien refugiats també de la reducció de Tapés. Al 1687 aquests pobles es van unir i van tornar a Riu Gran del Sud, refundant San Nicolás el 2 de febrer.
Aquest renaixement va ser signat per un cicló i un incendi, desastres que van destruir bona part de les instal·lacions, incloent l'església. Però després la reducció es va tornar a recompondre, sent reconstruït el temple parroquial en pedra sota l'orientació del pare Anselmo de la Matta. Va arribar a tenir set mil set-centes cinquanta-una persones al 1732, i va donar origen a la ciutat de São Nicolas.

### San Miguel Arcángel

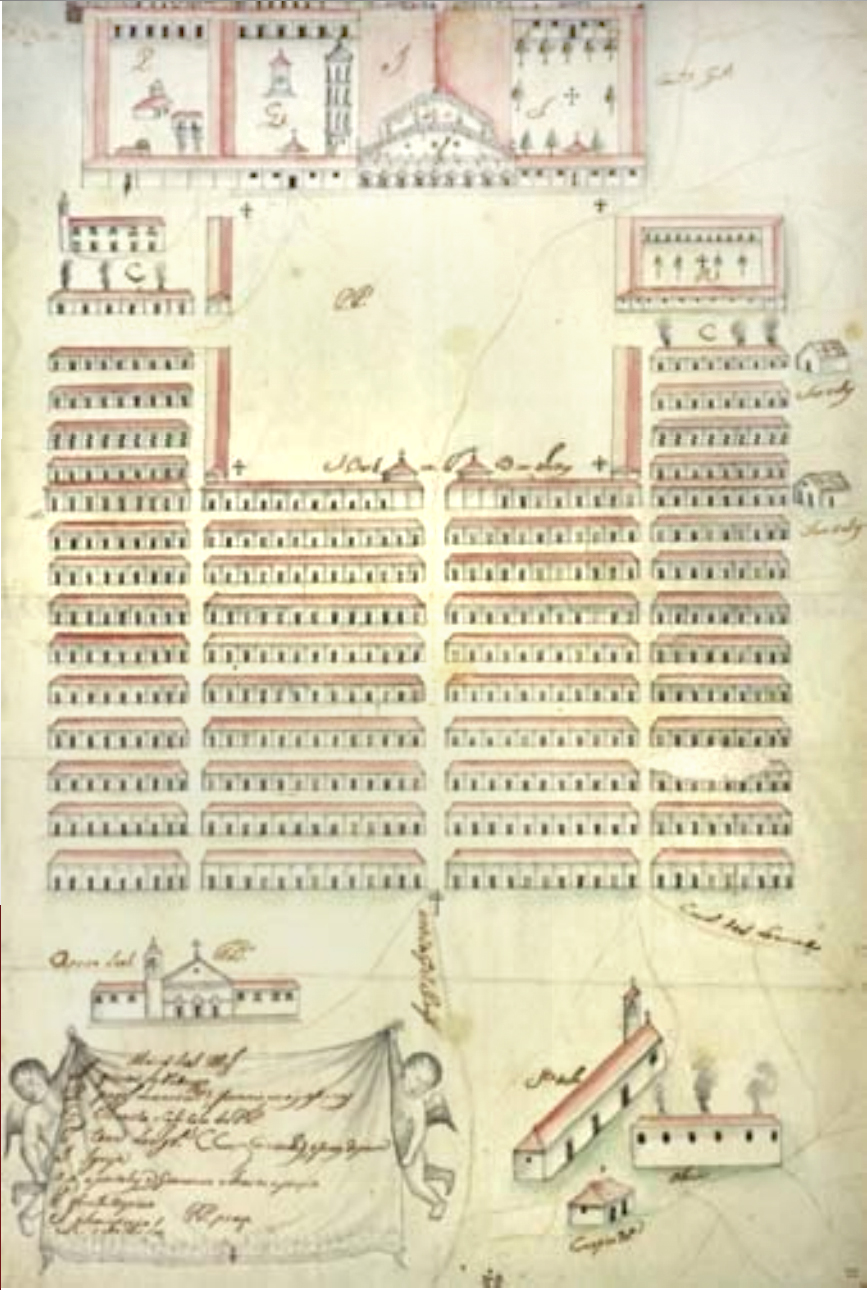
Pla de la reducció de San Miguel Arcángel

També anomenat en portuguès São Miguel Arcanjo. El seu primer fundador va ser el pare Cristóbal de Mendoza, al 1632, però va ser atacat per predadors Bandeirantes, i es va veure obligat a abandonar el lloc amb els indígenes i es va refugiar a Concepción. Van tornar-hi al 1687 unes quatre mil cent noranta-cinc persones. En tres anys ja estava gairebé completa amb la construcció d'aproximadament un centenar de cases (habitatges de maçoneria -parets de maons, teulades a dues aigües, etc.- i l'anomenada «casa dels pays» o habitatge monàstica dels religiosos jesuïtes.
Al 1697 San Miguel va ser dividida, partint d'ella dos mil vuit-centes trenta-dues persones van fundar la reducció de San Juan Bautista de las Misiones. De forma que al 1707 San Miguel Arcángel posseïa tres mil cent deu habitants. L'església va ser obra del pare Juan Bautista Prímoli, que del 1735 a 1744, la va aixecar emprant només operaris indígenes.

### San Lorenzo Mártir
També anomenat en portuguès São Lourenço Mártir. Va ser fundada el 1690 amb nadius de Santa Maria la Major, descendents dels fugitius de Guayrá, que es van instal·lar al lloc liderats pel pare Bernardo de La Veja. Al 1731 hi havia sis mil quatre-cents habitants en aquest poble. Els seus romanents estan localitzats en São Lourenço das Missões.

### San Juan Bautista
També anomenat en portuguès São João Batista. Fundada pel pare Antonio Sepp, aficionat a la música, arquitectura, urbanisme, rellotgeria, pintura i escultura. Va ser seguit per dos mil vuit-centes trenta-dues persones oriündes de la reducció de San Miguel. Els treballs a l'església es van iniciar al 1708, quan ja havia tres mil quatre-centes persones habitant el llogarret. Sota l'orientació de Sepp aquesta reducció va mostrar un alt nivell d'activitat cultural. Les seves ruïnes es localitzen a la ciutat d'Entre-Ijuís.
Sepp també va ser un geòleg i mineralogista, extraient el primer ferro de les Misiones, fent instruments variats i fins i tot objectes de l'església del seu poble. La seva obra primera va ser el Rellotge amb carilló instal·lat al Campanar de l'església que, en donar les hores, feia desfilar pel taulell dels dotze apòstols.

### San Ángel Custodia (San Ángel Guardián de las Misiones)
També anomenat en portuguès Santo Ângelo Custódio . La seva població anteriorment habitava Concepción, van passar per Ijuí i per fi es van fixar -al 1707 - amb dos mil vuit-centes setanta-nou persones al comandament del pare Diego d'Hasse a la ciutat actualment anomenada San Ângelo. Va ser el lloc on va néixer Carlos d'Alvear.

## Guerra de la Independència

Bandera de Misiones del 1815 fins al 1819 (en l'actualitat la província argentina de Misiones manté aquesta bandera encara que amb la franja central de color blau celeste més definit).

La recuperació de les Misiones Orientales comença amb l'aparició al 1811 del comandant argentí guaraní Andresito Guaçurarý, qui va ser un dels primers cabdill federals. Se suma a les tropes de Manuel Belgrano en l'intent d'alliberar al Paraguai dels espanyols, després va acompanyar a Belgrano fins a la Banda Oriental amb el mateix objectiu. No obstant això en ser desplaçat Belgrano de la direcció de les tropes i ser suplantat pel unitari José Rondeau, Andresito Guaçurarý va decidir adherir als federals liderats per José Gervasio Artigas, qui ho van apadrinar; Per la seva amistat amb aquest va arribar a ser anomenat Andresito Artigas. Era de família guaraní, el que -de no haver intervingut Artigas- l'hagués exclòs de l'oficialitat de l'època.
Al 1815 va vèncer als invasors a Candelaria (prop de l'actual ciutat de Posadas), alliberant després Santa Anna, San Ignacio Miní i Corpus.
Al setembre del 1816, Andresito va travessar el riu Uruguai a Itaquí; Va derrotar novament a les tropes brasileres, aconseguint així alliberar gran part de les Misiones Orientales, en l'extensió anomenada El Tapé ('El camí [cap al mar]', a guaraní; En aquest cas, el camí cap als ports de l'Atlàntic). Novament victoriós en la batalla de Rincón de La Cruz, va posar lloc a la seva ciutat natal, però els reforços que van arribar a auxiliar els defensors el van obligar a retirar-se novament després del Riu Uruguai.
Els luso-brasilers van passar novament a l'ofensiva, avançant sobre la barra del riu Aguapey. El 17 gener del 1817, per ordres del governador militar luso-brasiler de Rio Grande do Sul, van envair les Misiones de Mesopotamia, saquejant i destruint les poblacions de La Cruz, Yapeyú, Santo Tomé, Santa María, Mártires, San José, San Ignacio Miní, Apóstoles, i San Carlos. No obstant això, Andresito els va fer front a aquestes últimes dues places, derrotant-los i obligant-los a retirar-se; La situació li va permetre passar a la contraofensiva, avançant fins a reconquerir San Francisco de Borja i gran part de les Misiones Orientales.
Però al 1819 els luso-brasilers van contraatacar; Andresito Guazurarí era l'únic cabdill preparat per enfrontar-los, pel que va avançar fins a la frontera i va intentar assetjar Chagas. Els brasilers, recolzats per tropes fresques acabades d'arribar de Porto Alegre i Alegrete, li van fer front en el combat de Ita-Curuví. La desigual trobada va ser desastrosa per a les forces d'Andresito; Molts dels seus homes, entre ells el tuvichá Tiraparé, van caure en combat, i Andresito es va veure obligat a abandonar el camp, amb la idea de tornar a formar les seves tropes al marge occidental de l'Uruguai. No obstant això va ser fet presoner pels brasilers quan intentava travessar el riu. Va ser torturat i empresonat a Rio de Janeiro, on va morir un parell d'anys després.
Aquell mateix any es va signar a Montevideo l'anomenat Tractat de la Farola, pel qual els nascuts a la Banda Oriental que van abandonar a José Gervasio Artigas i van passar a formar part del pro-brasiler Club del Baró (antecedent del Partit Colorado) cedien les Misiones Orientales al ja regne del Brasil a canvi de la construcció d'un far a l'illa de Flores. Entre els signataris d'aquest tractat hi havia Juan José Durán.

## Guerra del Brasil
Manuel Dorrego, a càrrec de les relacions exteriors de les Províncies Unides del Riu de la Plata durant la Guerra del Brasil va comissionar al governador santafesí Estanislao López per a l'alliberament de les Misiones Orientales com a pas previ al desallotjament dels brasilers, que establia Porto Alegre. Així l'any 1828 des de Santa Fe les tropes comandades per ell van travessar el riu Uruguai per La Cruz i Itaquí alliberant -al costat de les tropes de Fructuoso Rivera - les Misiones Orientales; En aquella ocasió les forces que dirigia López van aconseguir la població (actualment brasilera) de Cruz Alta i esperant reforços, buscaven fer caure Porto Alegre.
Mentrestant, Dorrego va aconseguir que un mercenari alemany anomenat Friedrich Bauer va deixar d'estar al servei del Brasil i va intentar la creació de la República de Santa Catarina. Dorrego també va tenir relació amb els principals líders riu riograndense: Bento Gonçalves da Silva i Bento Manuel Ribeiro per a què creessin la República de San Pedro del Rio Grande, però l'impàs a la Guerra del Brasil i la pressió anglesa (exercida directament per l'enviat lord John Ponsonby) van forçar al fet que Dorrego acceptés el Tractat preliminar de Pau, que deixava novament en poder del Brasil les Misiones Orientales.
Amb els guaranís que habitaven les Misiones Orientales -i que van ser forçats a exiliar-se-, Fructuoso Rivera va fundar al 1829 la ciutat oriental de Bella Unión. Al 1852 després de vèncer els «colorados» aliats del Brasil als nacionals, el territori al nord del Quareim va ser cedit al Brasil la qual cosa va motivar un nou desallotjament de la població i al 1853 va ser refundada amb el nom de Santa Rosa de la Bella Unión del Quareim.

## Misiones Orientales Mesopotàmiques

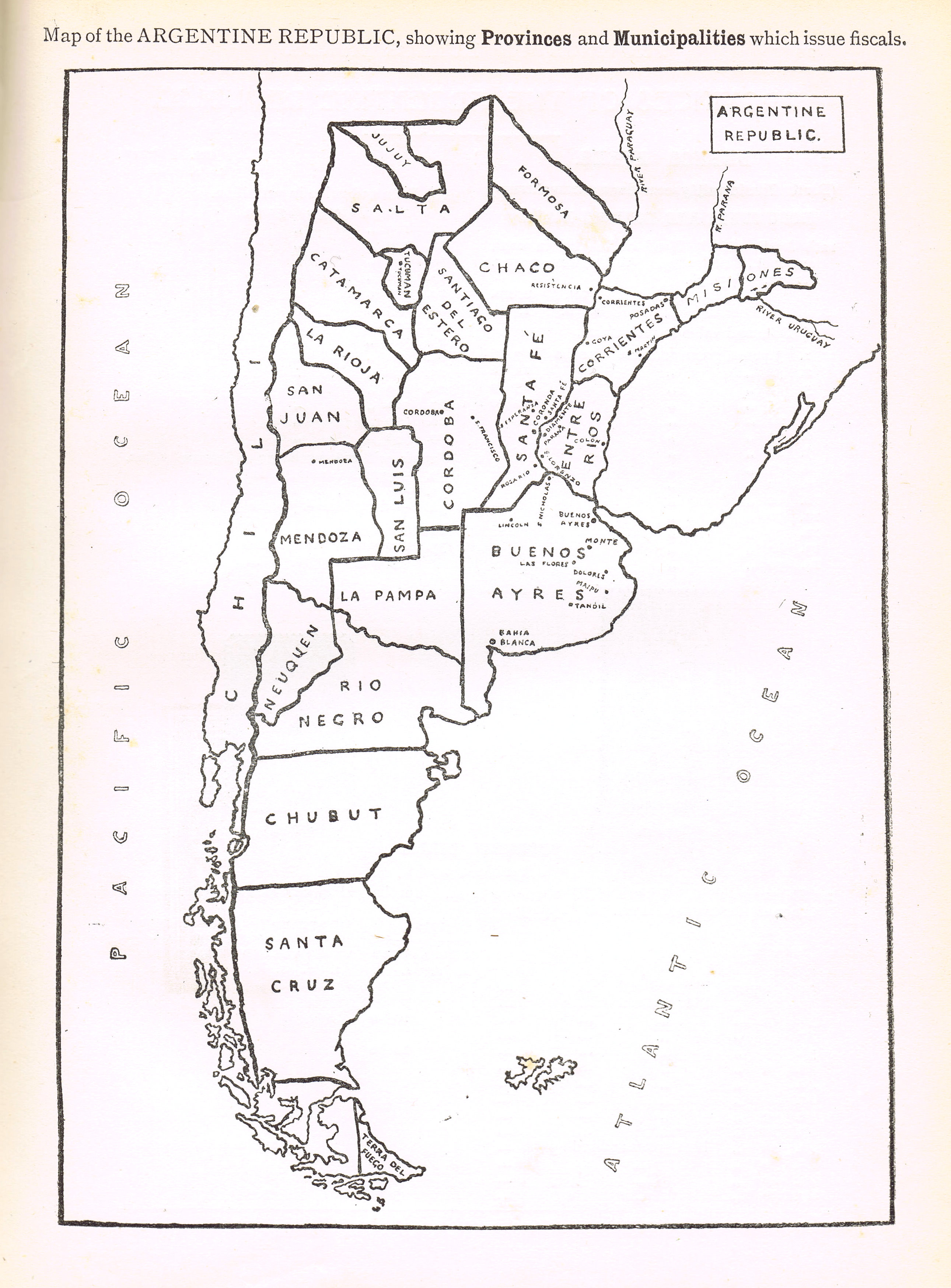
Mapa de l'Argentina cap a principis de 1900 amb les Misiones Orientales (mesopotàmiques).

Fins al 1895 la República Argentina va reivindicar, davant del Brasil, com a part del llavors Territori Nacional de les Misiones (que després donaria lloc a l'actual província de Misiones) una regió d'uns trenta mil km² que actualment està compresa a l'extrem sud-oest de l'estat de Paranà i el terç occidental de l'estat de Santa Catarina. Aquesta àrea tenia com a límits per l'est el turó de Oyarbide (actualment anomenat a la cartografia brasilera «Morro do Capão Doce»; coordenades: 26° 42′ S, 51° 24′ O / 26.700°S,51.400°O), i dos dels rius que neixen en aquest: el riu Chapecó/Xapeco (anomenat llavors també: Pequirí Guazú) i el Jangada (o San Antonio Guazú). Pel nord limitava amb el riu Iguazú, i pel sud limitava amb el riu Uruguai. El litigi va acabar amb un laude del president nord-americà Cleveland a favor del Brasil, motiu pel qual l'estat brasiler denomina Clevelandia a un municipi i ciutat de la regió que va ser litigada.
Aquest territori no tenia relació amb els set pobles de les Misiones Orientales ocupades pels portuguesos i malgrat haver estat part de l'àrea d'influència de les missions jesuïtes, aquests no van instal·lar-hi cap reducció, ni els seus habitants es van assimilar a les missions. Va romandre inexplorat, fet que amb el temps va originar el conflicte de límits al no haver certesa sobre els rius que el creuaven.